# Tyree Glenn

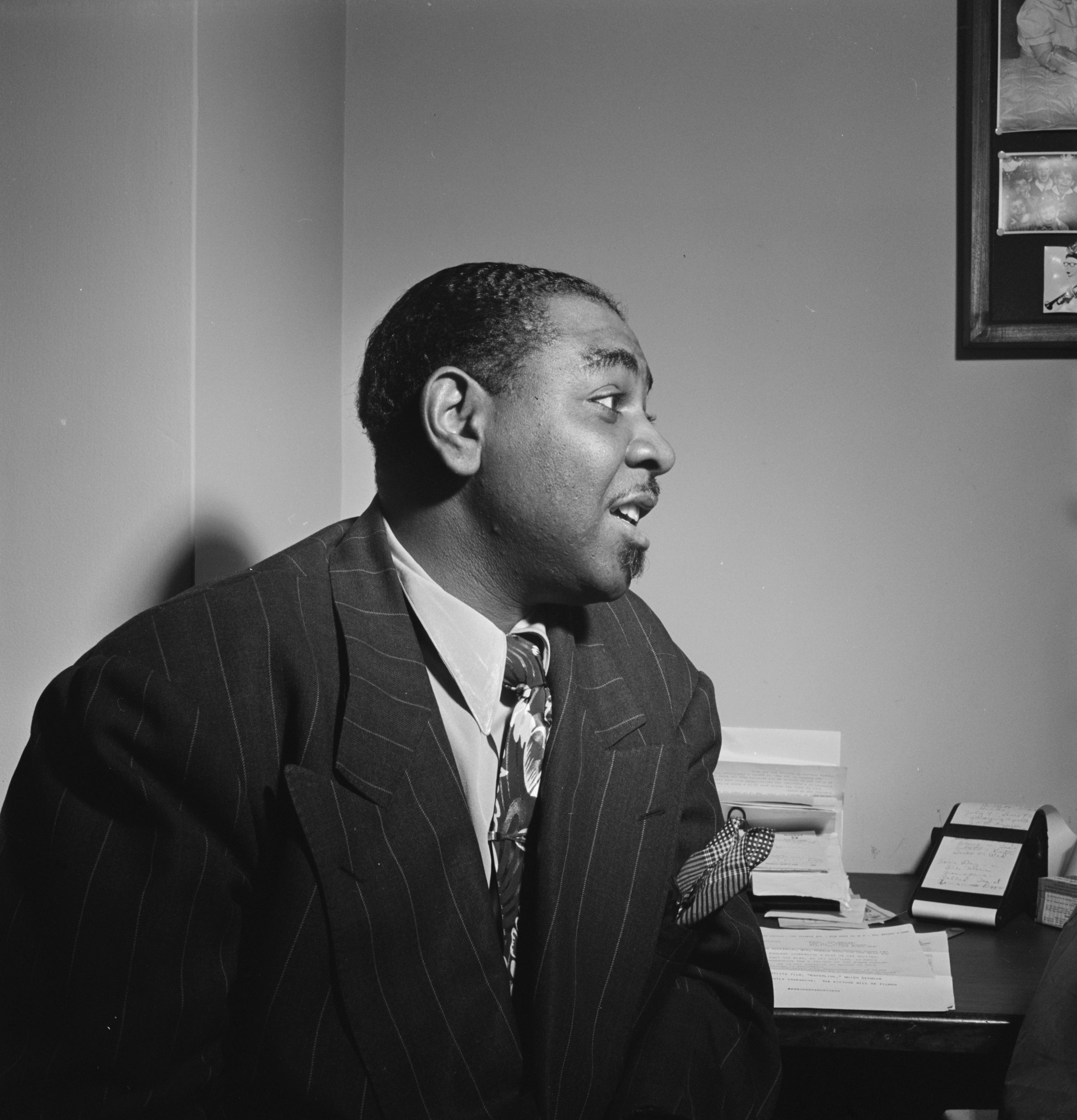
Tyree Glenn (1947)

Evans Tyree Glenn (Corsicana, 23 november 1912 - Englewood, 18 mei 1974) was een Amerikaanse trombonist en vibrafonist uit het swingtijdperk.
Glenn speelde vanaf 1929 in lokale orkesten, in 1930 met Bob Young en in de periode 1934-1936 in Washington met Tommy Myles. Hij verhuisde naar de westkust, waar hij speelde bij Charlie Echols (1936) en Eddie Barefield (1936). Hij werkte kort met Ethel Waters en in de band van Benny Carter (1937). Van 1939 tot 1946 speelde hij in het orkest van Cab Calloway. In 1946 toerde hij met het orkest van Don Redman in Europa. Na zijn terugkeer in Amerika, werd hij door Duke Ellington aangenomen, waar hij tot lente 1951 zou werken. Hij speelde hier ook af en toe vibrafoon. Vanaf 1952 werkte hij als studiomuzikant voor radio- en tv-stations in New York en was hij als freelancer actief in verschillende swing- en dixieland-groepen. In de tweede helft van de jaren vijftig had hij een eigen combo. Eind jaren vijftig maakte hij verschillende platen voor Roulette. Van 1965 tot 1968 toerde Glenn met Louis Armstrong's All Stars. Bij Armstrong speelde hij tot aan diens dood in 1971. In zijn laatste jaren had hij weer een eigen band.

## Discografie
- Tyree Glenn 1947-1952, Classics
- At the Embers, Forum
- Tyree Glenn at the Roundtable, Roulette
- Tyree Glenn at the London House in Chicago, Roulette
- Let's Have a Ball, Roulette
- Trombone Artistry, Roulette
- Try a Little Tendernes, Roulette
- Tyree Glenn with Strings, Columbia
- Just a Minute
- They laughed when I Sat, MMO

- Bibsys: 4110305
- Biblioteca Nacional de España: XX949602
- Bibliothèque nationale de France: cb13894537h (data)
- CiNii: DA16065639
- Gemeinsame Normdatei: 134386256
- International Standard Name Identifier: 0000 0001 1488 4669
- Library of Congress Control Number: n89614128
- MusicBrainz: 1c7ccaba-c2d7-4b89-a6ae-c7f81e8d291f
- Nationale Bibliotheek van Tsjechië: xx0132351
- Nationale bibliotheek van Australië: 57548765
- Nationale Bibliotheek van Israël: 987007350587805171
- Nationale en Universitaire bibliotheek Zagreb: 000124394
- Réseau des bibliothèques de Suisse occidentale: 02-A016471537
- Istituto Centrale per il Catalogo Unico: UBOV863749
- SNAC: w6zj1476
- Système universitaire de documentation: 159682444
- Trove: 1686465
- Virtual International Authority File: 19865355
- WorldCat: E39PBJqKcGM7fBqP3RYYmxcByd